# Rallye Türkei
Die Rallye Türkei wurde erstmals 2003 als Lauf zur Rallye-Weltmeisterschaft ausgetragen. Die Rallye ähnelt in Aufbau, Struktur und Beanspruchung jenen in Zypern und Griechenland. Die Wertungsprüfungen werden auf hartem Schotter gefahren, was die Reifen besonders beansprucht. Startort ist Antalya, das Ziel liegt in Kemer.

## Geschichte
Eine allererste Rallye Türkei fand inoffiziell bereits im Jahr 1972 mit Start und Ziel in Istanbul statt. Bei dieser Rallye handelt es sich um die Rallye, die lange Jahre unter der Bezeichnung Bosporus-Rallye ausgetragen wurde. Im Jahr 2000 wurde unter der Beobachtung der FIA eine zweitägige Rallye um Izmir ausgetragen. Anschließend wurde beschlossen, die Rallye Türkei als Weltmeisterschaftslauf aufzunehmen. 2003 wurde dann die erste Rallye Türkei trotz kontroverser Diskussion über die Wetterbedingungen in den Bergen Anatoliens gestartet. Nach sechs WM-Läufen wurde die Rallye nach der Austragung 2010 vorerst eingestellt. 2018 kehrt die Rallye auch gleich wieder als WM-Lauf zurück.

## Gesamtsieger
| Jahr  | Rallye              | Fahrer           | Beifahrer          | Auto                      |
| ----- | ------------------- | ---------------- | ------------------ | ------------------------- |
| 20001 | 01. Anatolian Rally | Volkan Isik      | Yusuf Avimelek     | Subaru Impreza S5 WRC '99 |
| 20011 | 02. Anatolian Rally | Serkan Yazici    | Erkan Bodur        | Toyota Corolla WRC        |
| 20021 | 03. Anatolian Rally | Ercan Kazaz      | Cem Bakançocukları | Subaru Impreza WRX        |
| 2003  | 04. Rallye Türkei   | Carlos Sainz     | Marc Martí         | Citroën Xsara WRC         |
| 2004  | 05. Rallye Türkei   | Sébastien Loeb   | Daniel Elena       | Citroën Xsara WRC         |
| 2005  | 06. Rallye Türkei   | Sébastien Loeb   | Daniel Elena       | Citroën Xsara WRC         |
| 2006  | 07. Rallye Türkei   | Marcus Grönholm  | Timo Rautiainen    | Ford Focus RS WRC         |
| 20071 | 08. Rallye Türkei   | Nicolas Vouilloz | Nicolas Klinger    | Peugeot 207 S2000         |
| 2008  | 09. Rallye Türkei   | Mikko Hirvonen   | Jarmo Lehtinen     | Ford Focus WRC            |
| 2010  | 10. Rallye Türkei   | Sébastien Loeb   | Daniel Elena       | Citroën C4 WRC            |
| 2018  | 11. Rallye Türkei   | Ott Tänak        | Martin Järveoja    | Toyota Yaris WRC          |
| 2019  | 12. Rallye Türkei   | Sébastien Ogier  | Julien Ingrassia   | Citroën C3 WRC            |
| 2020  | 13. Rallye Türkei   | Elfyn Evans      | Scott Martin       | Toyota Yaris WRC          |

1 kein WM-Status